# خواص حرارتی خاک
خواص حرارتی خاک بخشی از خواص فیزیکی خاک است که در رشته هایی مانند مهندسی، اقلیم شناسی و کشاورزی اهمیت بالایی دارد. این ویژگی ها بر اینکه انرژی چگونه در یک برش عمودی از خاک تقسیم می شود ، اثر دارد. با توجه به اینکه این فرایند به دما هم وابسته است. به طور کلی این موضوع با انتقال انرژی (بیشتر به صورت گرما) در سراسر خاک توسط تابش، رسانش و همرفت ارتباط دارد.
مهم ترین خواص حرارتی خاک عبارت است :  
- ظرفیت حجمی گرمایی  ، واحد SI :J∙m−3∙K−1
- رسانایی گرمایی : واحد SI : W∙m−1∙K−1
- نفوذ گرمایی T واحد SI : m2∙s−1

## اندازه گیری
به سختی می توان سخنی کلی در مورد خصوصیات گرمایی خاک در یک مکان بخصوص گفت، زیرا این ویژگی ها در یک وضعیت ثابت از تغییرات روزانه و فصلی هستند. جدا از ترکیب اصلی خاک که در یک محل ثابت است، ویژگی های گرمایی خاک به شدت از محتوای حجمی آب موجود در خاک، کسر حجمی جامدات و کسر حجمی هوا تاثیر می پذیرد. هوا یک رسانای ضعیف برای گرما است و تاثیر فازهای جامد و مایع را برای انتقال گرما کاهش می دهند. در صوزتی که که فاز جامد بیشترین رسانایی را دارد، تغییرپذیری رطوبت خاک است که تا مقدار زیادی رسانایی گرمایی را تعیین می کند. از این رو ویژگی های رطوبتی خاک و ویژگس خاک بسیار مرتبط هستند و اغلب با هم اندازه گیری و گزارش می شوند. تغییرات دما در سطح خاک بسیار شدید است و این تغییرات به لایه‌های زیرسطحی منتقل می‌شود اما با افزایش عمق با نرخ‌های کاهش‌یافته. به‌علاوه تأخیر زمانی برای رسیدن به بیشترین و کمترین دما در افزایش عمق خاک وجود دارد (گاهی اوقات به عنوان تأخیر گرمایی نامیده می‌شود)
یکی از راه های ممکن برای تحلیل خصوصیات گرمایی خاک، تجزیه و بررسی تغییرات دمای خاک در مقابل قانون فوریه عمق است.
{\displaystyle Q=-\lambda dT/dz\,}
که در آن Q شار گرما یا نرخ انتقال گرما در واحد سطح است J·m -2 ∙s -1 یا W·m -2 ، λ رسانایی گرمایی W·m -1 ∙K -1 است. dT / dz گرادیان دما (تغییر دما/تغییر عمق) K·m -1 است.
مرسوم ترین روش برای اندازه‌گیری ویژگی‌های گرمایی خاک، انجام اندازه‌گیری‌های آنی با استفاده از سیستم‌های کاوشگر غیر ثابت یا کاوشگر حرارتی است.

### کاوش گرمایی تکی و دوتایی
روش ردیابی تکیT از یک منبع گرمایی وارد شده در خاک استفاده می کند که به وسیله آن انرژی گرمایی به صورت پیوسته در یک مقدار معین اعمال می شود. ویژگی های گرمایی خاک را می توان با تجزیه و تحلیل پاسخ دمایی مجاور منبع حرارت به وسیله یک سنسور حرارتی تعیین کرد. این روش نشان دهنده سرعتی است که گرما به دور از ردیاب هدایت می شود. محدودیت این دستگاه این است که فقط هدایت حرارتی را اندازه گیری می کند. استانداردهای قابل اجرا عبارتند از: راهنمای IEEE برای اندازه گیری مقاومت گرمایی خاک (استاندارد IEEE 442-1981) و همچنین با روش تست استاندارد ASTM D 5334-08 برای تعیین رسانایی حرارتی خاک و سنگ نرم با روش ردیابی سوزنی حرارتی.

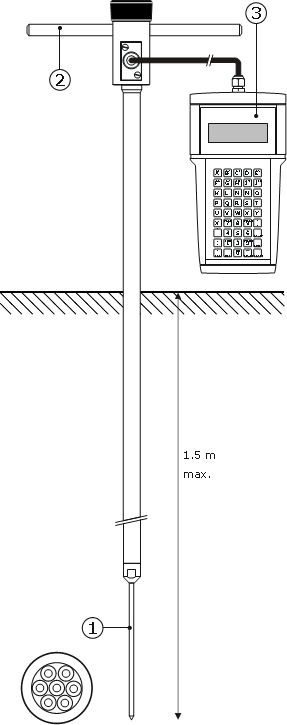
مثالی از یک مجموعه کامل برای اندازه گیری هدایت گرمایی خاک، به ویژه برای اندازه گیری در حدود 1.5 متر زیر سطح خاک، که عمق معمول دفن برای کابل های فشار قوی است، طراحی شده است.

پس از تحقیقات بیشتر تکنیک پالس حرارتی دو پروب توسعه داده شد. این روش شامل دو پروب سوزنی موازی است که توسط یک فاصله (r) از هم جدا شده اند. یکی از پروب ها شامل گرم کننده و دیگری شامل سنسور دمایی است. دستگاه پروب دوگانه درون خاک قرار گرفته و یک پالس گرمایی اعمال شده و سنسور دمایی پاسخ را به صورت تابعی از زمان گزارش می کند.بدین معنی که، یک پالس گرمایی از پروب به سراسر خاک (r) سنسور فرستاده می شود. بزرگترین مزیت این دستگاه این است که هم نفوذ گرمایی و هم ظرفیت حجمی گرمایی خاک را اندازه می گیرد. از این راه، رسانایی گرمایی خاک می تواند محاسبه شود یعنی پروب دوگانه می تواند تمام ویژگی های گرمایی خاک را مشخص کند. اشکالات بالقوه ای برای تکنیک پالس گرمایی ذکر شده است. این اشکالات شامل اندازه گیری حجم کوچکی از خاک است و اندازه گیری هایی است که به تماس پروب به خاک و فاصله سنسور به گرمکن حساس هستند.

### سنجش از راه دور
سنجش از دور توسط ماهواره ها، هواپیماها به میزان زیادی شناسایی تغییرات در ویژگی های خاک را تسهیل کرده است و برای اینکه به بسیاری از جنبه های تلاش های انسانی سود برساند استفاده شده است. در حالی که سنجش از راه دور با نور منعکس شده از سطوح  نشان‌دهنده واکنش گرمایی بالاترین لایه‌های خاک (با ضخامت چند لایه مولکولی ) است، این طول موج مادون قرمز گرمایی است که تغییرات میزان انرژی را تا عمق های مختلف کم عمق زیر سطح زمین فراهم می‌کند که مورد توجه است. یک حسگر حرارتی می تواند تغییرات انتقال حرارت به داخل و خارج از لایه های سطحی نزدیک را به دلیل گرم شدن بیرونی توسط فرآیندهای گرمایی رسانش، همرفت و تابش تشخیص دهد. سنجش از راه دور مایکروویو از ماهواره ها نیز مفید بوده است، زیرا نسبت به TIR مزیتی که دارد ااین است که تحت تأثیر پوشش ابر قرار نمی گیرد.
روش های گوناگون اندازه گیری ویژگی های گرمایی خاک به کمک زمینه های مختلفی مانند: انبساط و انقباض مصالح ساختمانی به ویژه در خاک های یخ زده، طول عمر و کارایی لوله های گاز یا کابل های برق دفن شده در زمین، برنامه های صرفه جویی در انرژی، در کشاورزی برای زمان کاشت برای اطمینان از محصول دادن بهینه نهال و رشد محصول، اندازه گیری انتشار گازهای گلخانه ای گرما بر آزاد شدن کربن دی اکسید از خاک تأثیر می گذارد. ویژگی های گرمایی خاک همچنین در زمینه های علوم زیست محیطی مانند تعیین حرکت آب در زباله های رادیواکتیو و در موقثیت یابی مین های دفن شده اهمیت پیدا می کند.

## استفاده ها
اینرسی گرمایی خاک، به زمین این قالبیت را می دهد تا برای ذخیره انرژی گرمایی زیرزمینی مورد استفاه قرار گیرد.  انرژی خورشیدی را می توان از تابستان تا زمستان با استفاده از زمین به عنوان یک منبع ذخیره طولانی مدت انرژی گرمایی قبل از بازیابی توسط پمپ های حرارتی منبع زمین در زمستان بازیافت کرد.
تغییرات در میزان کربن آلی محلول و کربن آلی خاک، در خاک می تواند برمیزان توانایی خاک برای تنفس تأثیر بگذارد، یا باعث افزایش یا کاهش جذب کربن در خاک شود. 
علاوه بر این موارد، اصول طراحی MCS برای پمپ های حرارتی منبع زمینی با حلقه کم عمق نیاز به خواندن دقیق هدایت گرمایی آنی دارد.  این را می توان با استفاده از پروب حرارتی اشاره شده در بالا برای تعیین دقیق رسانایی گرمایی خاک در سراسر محوطه انجام پروژه انجام داد.